# Kommunalwahlen in Baden-Württemberg 2019
Die Kommunalwahlen in Baden-Württemberg 2019 fanden zusammen mit der Europawahl 2019 am Sonntag, den 26. Mai 2019, statt. Sie folgten den entsprechenden Wahlen vom 25. Mai 2014.
Neu gewählt für die kommenden fünf Jahre wurden die Mitglieder der Gemeinderäte in 1101 Städten und Gemeinden, die Mitglieder der Ortschaftsräte in den 410 Gemeinden mit Ortschaftsverfassungen, die Mitglieder der Kreistage in den 35 Landkreisen sowie die Mitglieder der Regionalversammlung des Verbands Region Stuttgart. Wahlvorschläge konnten bis zum 28. März 2019 eingereicht werden. Die Wähler konnten wiederum sowohl Stimmen auf einzelne Bewerber ansammeln (kumulieren) als auch ihre Stimmen auf Kandidaten unterschiedlicher Wahlvorschlagslisten verteilen (panaschieren). Die Sitze wurden wie bereits 2014 nach dem Sainte-Laguë- bzw. Schepers-Verfahren verteilt, was bedeutet, dass der Stimmanteil für die Parteien bzw. Wählervereinigungen ebenso Berücksichtigung findet wie die Stimmen für die einzelnen Kandidaten. Als baden-württembergische Besonderheit wurde zur Wahl der Vertreter in den kommunalen Gremien in etwa 35 % der Gemeinden die „Unechte Teilortswahl“ angewendet.
Gegenüber den Kommunalwahlen in Baden-Württemberg 2014 standen durch eine vom Landtag am 14. Oktober 2015 verabschiedete Novelle der Gemeindeordnung Verwandtschaftsverhältnisse zwischen erfolgreichen Bewerbern einem Mandat nun nicht mehr entgegen.

## Ergebnisse Gemeinderatswahlen
Bei den Gemeinderatswahlen 2019 gab es in den 1.101 baden-württembergischen Gemeinden insgesamt 8.590.688 Wahlberechtigte; von diesem nahmen 5.031.165 ihr Wahlrecht wahr (58,6 % Wahlbeteiligung; 2014: 49,1 %). 162.059 Stimmzettel waren ungültig (3,2 %; 2014: 3,1 %).
Die Wahlen führten zu folgendem Gesamtergebnis (in Klammern: Unterschied zu 2014):
| Gemeinderatswahlen 2019 (statistische Gesamtergebnisse; gültige Stimmen) | Gemeinderatswahlen 2019 (statistische Gesamtergebnisse; gültige Stimmen) | Gemeinderatswahlen 2019 (statistische Gesamtergebnisse; gültige Stimmen) | Gemeinderatswahlen 2019 (statistische Gesamtergebnisse; gültige Stimmen) | Gemeinderatswahlen 2019 (statistische Gesamtergebnisse; gültige Stimmen) |
| Partei / Wählergruppe                                                    | Stimmenanteil                                                            |                                                                          |                                                                          |                                                                          |
| ------------------------------------------------------------------------ | ------------------------------------------------------------------------ | ------------------------------------------------------------------------ | ------------------------------------------------------------------------ | ------------------------------------------------------------------------ |
| Wählervereinigungen *                                                    | 30,6 % (−0,8)                                                            |                                                                          |                                                                          |                                                                          |
| CDU                                                                      | 22,3 % (−6,0)                                                            |                                                                          |                                                                          |                                                                          |
| Grüne                                                                    | 17,2 % (+5,7)                                                            |                                                                          |                                                                          |                                                                          |
| SPD                                                                      | 14,2 % (−3,5)                                                            |                                                                          |                                                                          |                                                                          |
| AfD                                                                      | 3,0 % (+1,5)                                                             |                                                                          |                                                                          |                                                                          |
| FDP                                                                      | 5,1 % (+1,4)                                                             |                                                                          |                                                                          |                                                                          |
| Gemeinsame Wahlvorschläge von Parteien und Wählervereinigungen           | 3,2 % (−0,1)                                                             |                                                                          |                                                                          |                                                                          |
| Die Linke                                                                | 2,3 % (+0,6)                                                             |                                                                          |                                                                          |                                                                          |
| andere Parteien                                                          | 2,1 % (+1,2)                                                             |                                                                          |                                                                          |                                                                          |
| Wahlbeteiligung: 58,6 % (+9,5)                                           |                                                                          |                                                                          |                                                                          |                                                                          |

* Wählervereinigungen: Örtliche Mitgliedsvereine des Landesverbands Baden-Württemberg der Freien Wähler sowie unabhängige örtliche Wählergruppen.

## Ergebnisse Kreistagswahlen
Bei den Kreistagswahlen 2019 gab es in den 35 baden-württembergischen Landkreisen insgesamt 7.129.677 Wahlberechtigte; von diesem nahmen 4.180.907 ihr Wahlrecht wahr (58,6 % Wahlbeteiligung; 2014: 49,6 %). 122.616 Stimmzettel waren ungültig (2,9 %; 2014: 3,3 %).
Die Wahlen führten zu folgendem Gesamtergebnis (in Klammern: Unterschied zu 2014):
| Kreistagswahlen 2019 (statistische Gesamtergebnisse; gleichwertige Stimmen *) | Kreistagswahlen 2019 (statistische Gesamtergebnisse; gleichwertige Stimmen *) | Kreistagswahlen 2019 (statistische Gesamtergebnisse; gleichwertige Stimmen *) | Kreistagswahlen 2019 (statistische Gesamtergebnisse; gleichwertige Stimmen *) | Kreistagswahlen 2019 (statistische Gesamtergebnisse; gleichwertige Stimmen *) |
| Partei / Wählergruppe                                                         | Stimmenanteil                                                                 |                                                                               |                                                                               |                                                                               |
| ----------------------------------------------------------------------------- | ----------------------------------------------------------------------------- | ----------------------------------------------------------------------------- | ----------------------------------------------------------------------------- | ----------------------------------------------------------------------------- |
| CDU                                                                           | 28,3 % (−7,4)                                                                 |                                                                               |                                                                               |                                                                               |
| Wählervereinigungen **                                                        | 24,2 % (−0,1)                                                                 |                                                                               |                                                                               |                                                                               |
| Grüne                                                                         | 17,5 % (+5,2)                                                                 |                                                                               |                                                                               |                                                                               |
| SPD                                                                           | 14,0 % (−3,6)                                                                 |                                                                               |                                                                               |                                                                               |
| FDP                                                                           | 6,2 % (+1,6)                                                                  |                                                                               |                                                                               |                                                                               |
| AfD                                                                           | 5,5 % (+4,6)                                                                  |                                                                               |                                                                               |                                                                               |
| Die Linke                                                                     | 2,0 % (+0,2)                                                                  |                                                                               |                                                                               |                                                                               |
| Gemeinsame Wahlvorschläge von Parteien und Wählervereinigungen                | 1,3 % (−0,6)                                                                  |                                                                               |                                                                               |                                                                               |
| andere Parteien                                                               | 0,9 % (−0,1)                                                                  |                                                                               |                                                                               |                                                                               |
| Wahlbeteiligung: 58,6 % (+9,0)                                                |                                                                               |                                                                               |                                                                               |                                                                               |

* Gleichwertige Stimmen: Zahl der gültigen Stimmen geteilt durch die örtlich unterschiedliche Zahl der Stimmen je Wählerin und Wähler.

** Wählervereinigungen: Örtliche Mitgliedsvereine des Landesverbands Baden-Württemberg der Freien Wähler sowie unabhängige örtliche Wählergruppen.